# Syddansk Universitet

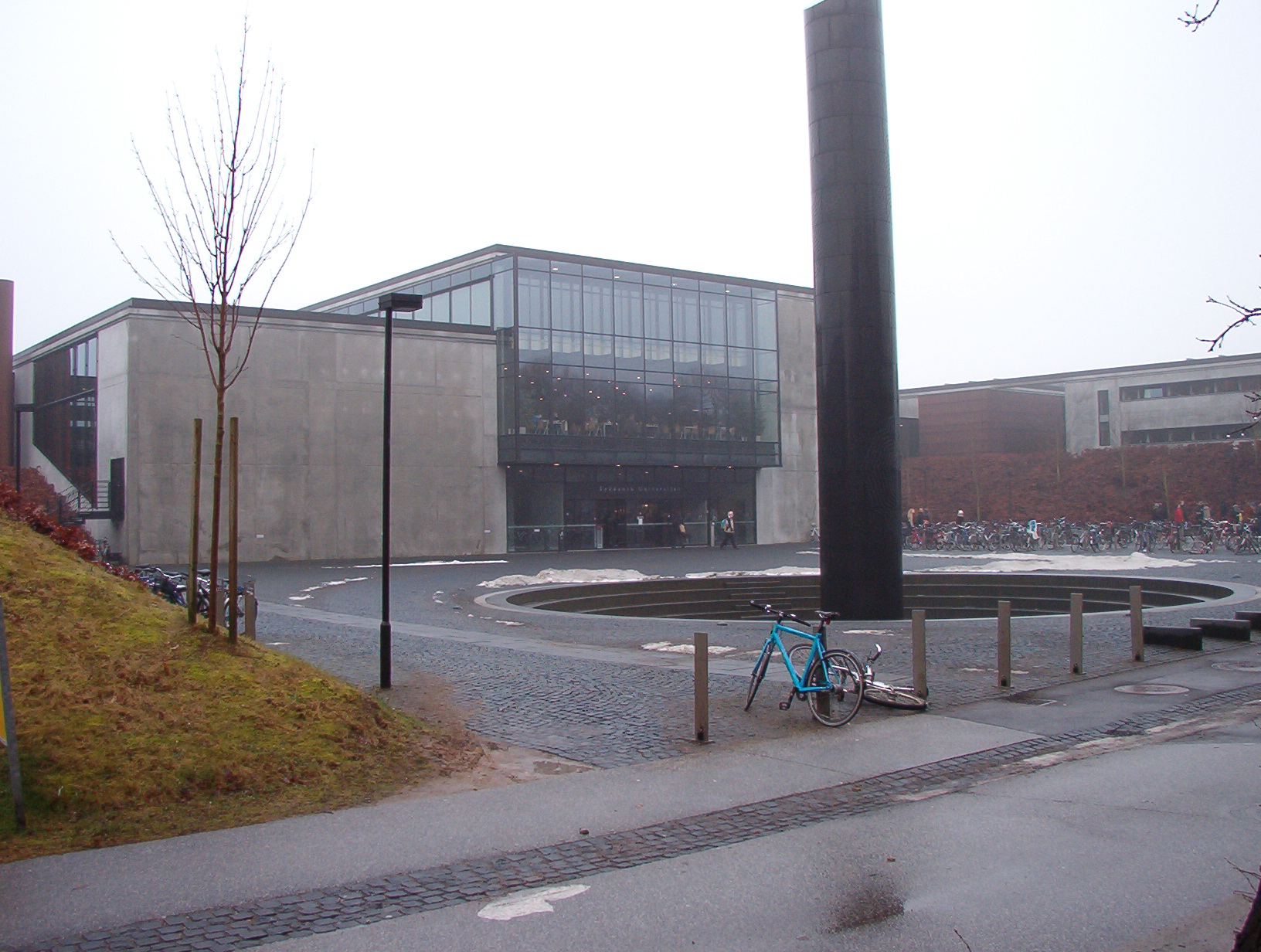
Syddansk Universitets campus i Odense

Syddansk Universitet (SDU) är Danmarks tredje största universitet och har cirka 19.000 inskrivna studenter (2007) . Universitetet har campus i Odense, Kolding, Esbjerg, Sønderborg, Slagelse och Köpenhamn. Det har fem fakulteter, ett vardera inom  humaniora, samhällsvetenskap, naturvetenskap, teknik och hälsovetenskap. Universitetet skapades 1998 genom en fusion av Handelshøjskole Syd/Ingeniørhøjskole Syd, Odense Universitet (grundat 1966) och Sydjysk Universitetscenter. Från och med år 2006 är Ingeniørhøjskolen Odense Teknikum införlivat i Syddansk Universitet som då blev universitetets tekniska fakultet. Från och med år 2007 är även Statens Institut for Folkesundhed i Köpenhamn och Handelshøjskolecentret i Slagelse en del av universitetet . Syddansk Universitet understryker självt att det är ett universitet uppdelat på många städer, men trots detta är universitetets campus i Odense det klart största både i antal anställda, studerande eller i utbildningsutbud. Sedan 1 mars 2007 har Syddansk Universitet också ett virtuellt campus på ön Bifrost i den virtuella världen Second Life . 
Syddansk Universitet hyser dessutom ett av Danmarks största forskningsbibliotek, Syddansk Universitetsbibliotek.
Syddansk Universitet har en årlig budget på cirka 1,5 miljarder danska kronor (2006) motsvarande cirka 1,9 miljarder svenska kronor och har över 2 000 anställda (2005) .  
Rektor för Syddansk Universitet är Henrik Dam.